# Denis Podalydès
Pour les articles homonymes, voir Podalydès.
Denis Podalydès est un acteur, metteur en scène, scénariste, écrivain français et sociétaire de la Comédie-Française, né le 22 avril 1963 à Versailles (Seine-et-Oise).
Ancien élève du Conservatoire national supérieur d'art dramatique, il devient pensionnaire de la Comédie française en 1997 puis sociétaire en 2000. Il en est considéré comme une des stars,.
Au cinéma, il interprète le rôle principal dans les films de son frère Bruno Podalydès et participe à l'écriture de ses films. Il est notamment Albert Jeanjean dans Dieu seul me voit (1998) et Rouletabille dans Le Mystère de la chambre jaune et Le Parfum de la dame en noir.
Dans son premier ouvrage, Scènes de la vie d'acteur, publié en 2006, il décrit le quotidien de son métier de comédien. Deux ans plus tard, il publie Voix off, un livre intime sur son rapport aux voix, les voix de ses proches, les voix des grands acteurs qui l'ont influencé et sa propre voix. Dans La Peur, matamore (2010), il raconte sa passion pour la tauromachie et sa fascination pour certains toreros comme José Tomás.
Il a reçu le Molière de la révélation théâtrale en 1999 pour son rôle dans Le Revizor et le Molière du metteur en scène en 2007 pour sa mise en scène de Cyrano de Bergerac.

## Biographie

### Jeunesse et famille
Denis Podalydès est le deuxième de quatre garçons, Bruno Podalydès, son aîné de deux ans, Éric (1969), et Laurent (1972). Après le suicide d'Éric, Denis et Bruno ont écrit Liberté-Oléron.
Issu de la grande bourgeoisie, il grandit avec sa famille dans "un bel immeuble, dans un beau quartier de Versailles, a l'entrée du Trianon".
Sa grand-mère maternelle, qui tenait la librairie Ruat à Versailles, est devenue veuve très jeune avec trois enfants, un fils et deux filles dont l'une, Francine Ruat, la mère des frères Podalydès, est devenue professeur d'anglais. Leur père, lui, était pharmacien à Versailles, né en Algérie et d'origine grecque.
Il étudie au lycée Hoche de Versailles. Il poursuit d'abord des études de philosophie et de lettres (hypokhâgne et khâgne) au lycée Fénelon (Paris) puis au lycée Henri IV (Paris), notamment aux côtés de Stéphane Braunschweig.
En 1983, au lycée Henri IV, il fait la connaissance d'Emmanuel Bourdieu, qui devient un ami proche. Fréquentant la famille Bourdieu, il rencontre le père de ce dernier, le sociologue Pierre Bourdieu, dont la pensée le marque profondément et influence son rapport au théâtre. Avec Emmanuel Bourdieu, ils participent à l'ouvrage collectif dirigé par Pierre Bourdieu La Misère du monde, paru en 1993, pour lequel ils réalisent deux entretiens. Ils mettent l'un d'eux en scène au théâtre de la Tempête, grâce au directeur Philippe Adrien,.
Il poursuit sa passion pour le théâtre et entre au Cours Florent, afin de préparer le concours d'entrée au Conservatoire national supérieur d'art dramatique.

### Acteur

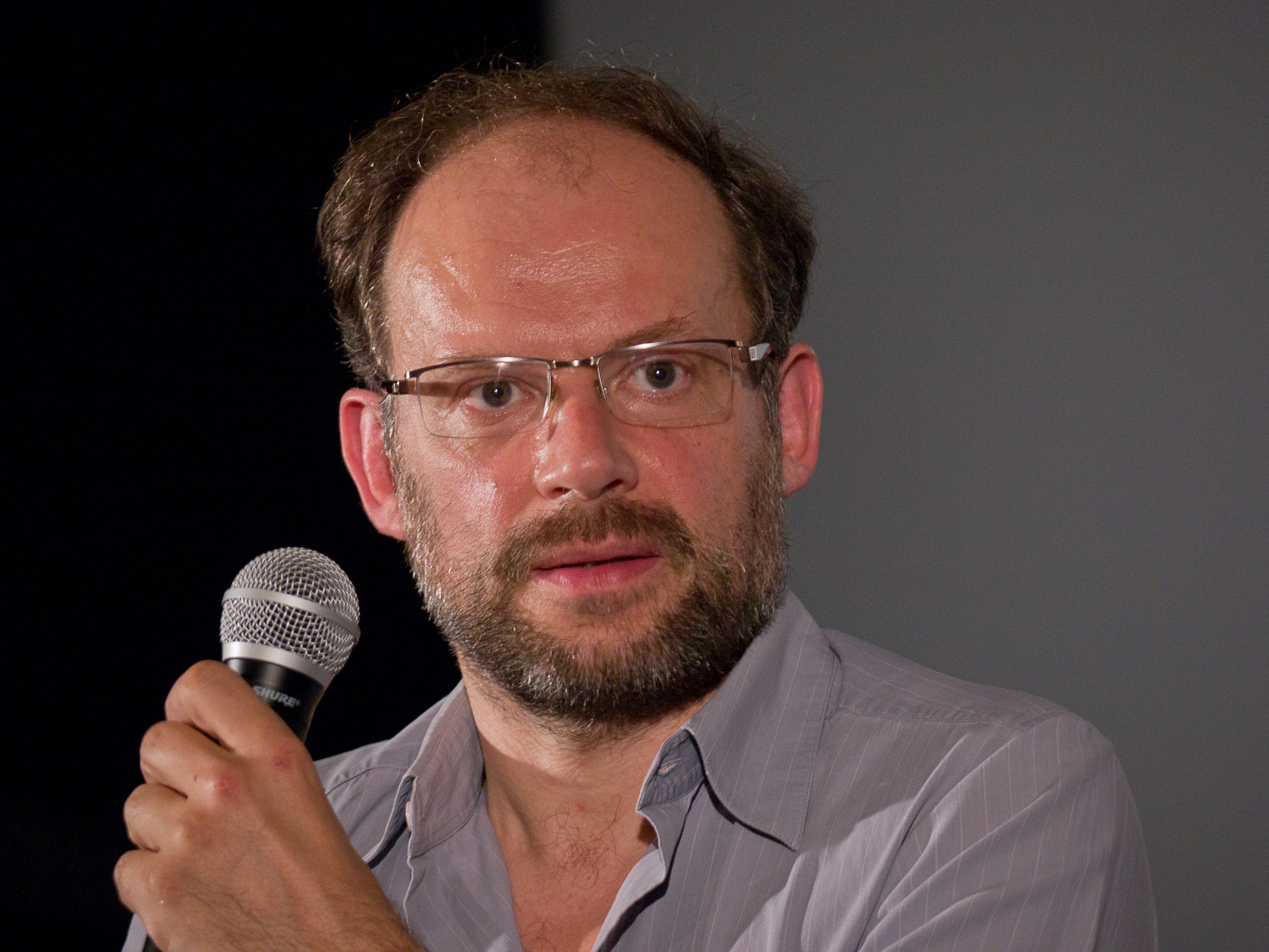
Denis Podalydès en 2011.

Il entre au Conservatoire national supérieur d'art dramatique en 1984, en même temps que Philippe Uchan, dans les classes de Michel Bouquet et Jean-Pierre Miquel.
À Aurélien Ferenczi qui lui demande si entre 1988 (sortie du conservatoire) et 1997 (entrée au théâtre français), il a connu dix ans de galère, il répond : « J'avais été viré d'une production d'Hernani, montée à Nantes. Le metteur en scène avait hésité à me prendre et m'avait congédié au bout d'un mois de répétitions. Pour ne pas nuire à la suite de ma carrière, il m'avait conseillé de ne pas le dire. Je m'étais inventé une méningite, ce qui fait que personne ne venait me voir. Et puis Nicolas Lormeau, aujourd'hui au Français, m'a appelé pour jouer avec lui dans Ruy Blas. Je n'ai galéré que six mois, qui m'ont paru dix ans. »
En automne 1991, à la suite de la recommandation de son maître Jean-Pierre Vincent, il est auditionné par Christian Rist, dans le parc de Sceaux, pour le rôle de Célidan dans La Veuve ou Le Traître trahi de Pierre Corneille. Il est engagé pour ce rôle, qui l'encourage dans la voie du théâtre et lance véritablement sa carrière d'« acteur heureux ».
Il entre à la Comédie-Française le 27 janvier 1997 et devient le 505e sociétaire le 1er janvier 2000.
Dans un essai, Scènes de la vie d'acteur (Seuil- Archimbaud), il s'interroge sur le manque de caractère du comédien dans un entretien avec Aurélien Ferenczi. Il reprend « cette vieille idée que tous les acteurs sont bâtis sur une faiblesse. Il nous manquerait quelque chose pour être des individus normaux, et cette faiblesse serait compensée par le jeu. Diderot dit un peu ça dans son Paradoxe sur le comédien, bien qu'il reste dans la position du spectateur, à la fois fasciné et horrifié : comment voulez-vous que les acteurs aient du caractère puisqu'ils sont capables de tout jouer ? Il faut n'avoir aucun caractère pour pouvoir les jouer tous... ». « Être acteur, c'est être un autre ».
Le comédien prête également sa voix à la lecture de grands textes de la littérature tels que Le Spleen de Paris de Charles Baudelaire, Les Rêveries du promeneur solitaire de Rousseau, Le Neveu de Rameau de Denis Diderot, soit pour des émissions radiophoniques comme Le Manteau de Nicolas Gogol sur France culture, soit pour des livres sonores comme Du contrat social de Jean-Jacques Rousseau
Dans La Conquête (2011), Xavier Durringer lui donne le rôle du président de la République en exercice Nicolas Sarkozy. Le film est présenté hors compétition au festival de Cannes et rencontre un grand écho dans la presse mais déçoit globalement les critiques.
En 2012, il joue dans quatre films présentés au festival de Cannes : Adieu Berthe réalisé par son frère Bruno, Vous n'avez encore rien vu d'Alain Resnais, Au galop de Louis-Do de Lencquesaing et Camille redouble de Noémie Lvovsky.
En 2017 et 2020, il prête sa voix au personnage du professeur Tryphon Tournesol dans les adaptations radiophoniques par France Culture des albums Les Sept Boules de cristal et Les Bijoux de la Castafiore, d'après Les Aventures de Tintin d'Hergé,.

### Metteur en scène, scénariste
A partir de 2006, il se lance dans la mise en scène à la Comédie-Française avec des classiques du répertoire : Cyrano de Bergerac d'Edmond Rostand, puis en 2008 Fantasio d'Alfred de Musset. Il a à son actif plusieurs autres mises en scène, ainsi que des courts métrages. Il privilégie le jeu, raison pour laquelle il refuse d'administrer la Comédie-Française à la suite de Marcel Bozonnet : « On ne peut pas être un acteur heureux quand on est administrateur ».
En 2011 avec Emmanuel Bourdieu et Éric Ruf, il met en scène Le Cas Jekyll de Christine Montalbetti.
En 2012, il met en scène l'opéra Don Pasquale de Gaetano Donizetti au théâtre des Champs-Élysées.

En février 2013, il met en scène L'Homme qui se hait, une pièce écrite par son ami Emmanuel Bourdieu au théâtre de Chaillot.

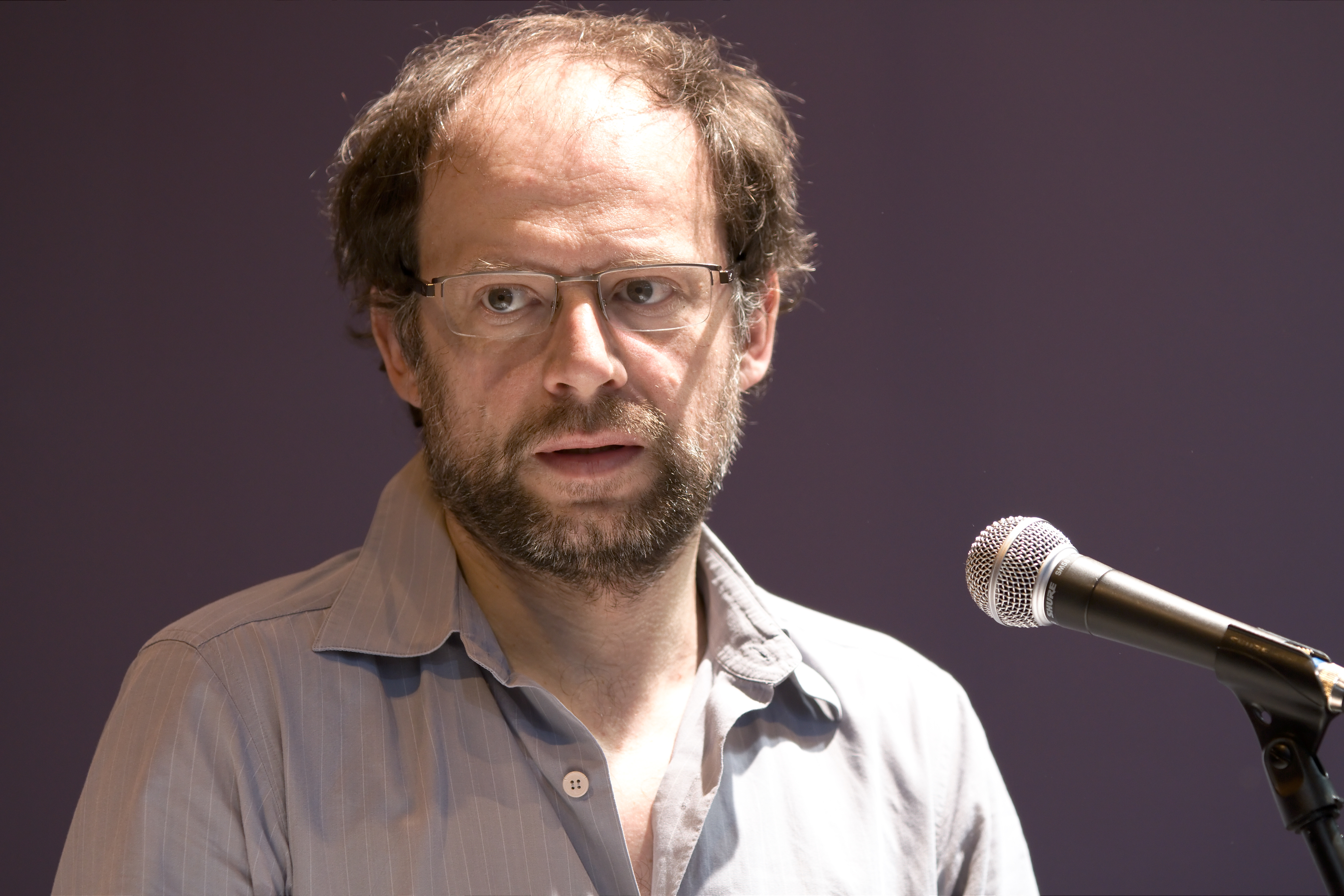
Denis Podalydès au salon du livre de Paris en 2010.

En 2012, il travaille de nouveau avec son frère Bruno au scénario du film Adieu Berthe, ce qui n'était pas arrivé depuis Liberté-Oléron en 2001.

### Festivals
En 2012, dans le cadre du 5e festival du film francophone d'Angoulême, il est président du jury.
En 2021, lors du 47e Festival du cinéma américain de Deauville il est membre du jury, présidé par Charlotte Gainsbourg.

### Prises de position

#### Corrida
Denis Podalydès est un aficionado de longue date. Dans La Peur Matamore (2010), il décrit le comédien comme une sorte de torero sans taureau. Dans une émission de l'INA, il raconte sa passion pour la tauromachie. Très admiratif de la douceur du torero José Tomás devant un animal terrifiant, il a lui-même filmé sa dernière prestation à Nîmes en octobre 2012.
En octobre 2019, il co-signe avec 40 personnalités une tribune dans Le Figaro s’opposant à l’interdiction de la corrida pour les mineurs que la députée Aurore Bergé voulait introduire dans une proposition de loi sur le bien-être animal.

#### Engagements politiques
Denis Podalydès a pris publiquement position lors de la campagne présidentielle française de 2007 en faveur de la candidate socialiste Ségolène Royal.
Dans le cadre de la campagne des primaires du Parti socialiste de 2011, il a apporté son soutien à François Hollande après avoir déclaré avoir une vive sympathie pour Manuel Valls,.
Il prend publiquement la défense du bilan de François Hollande en novembre 2016 dans une tribune signée par plusieurs personnalités françaises contre le Hollande-bashing.
En 2020, il fait partie des premières personnalités à avoir répondu à l'appel de Laurent Joffrin ayant l'intention de lancer un mouvement pour la « refondation d’une gauche réaliste, réformiste ».

### Vie privée
En 2014, il annonce avoir un fils, Georges. Il a également une fille, née trois ans après son frère.

## Théâtre

### Rôles à la Comédie-Française
- 1996-1997 :

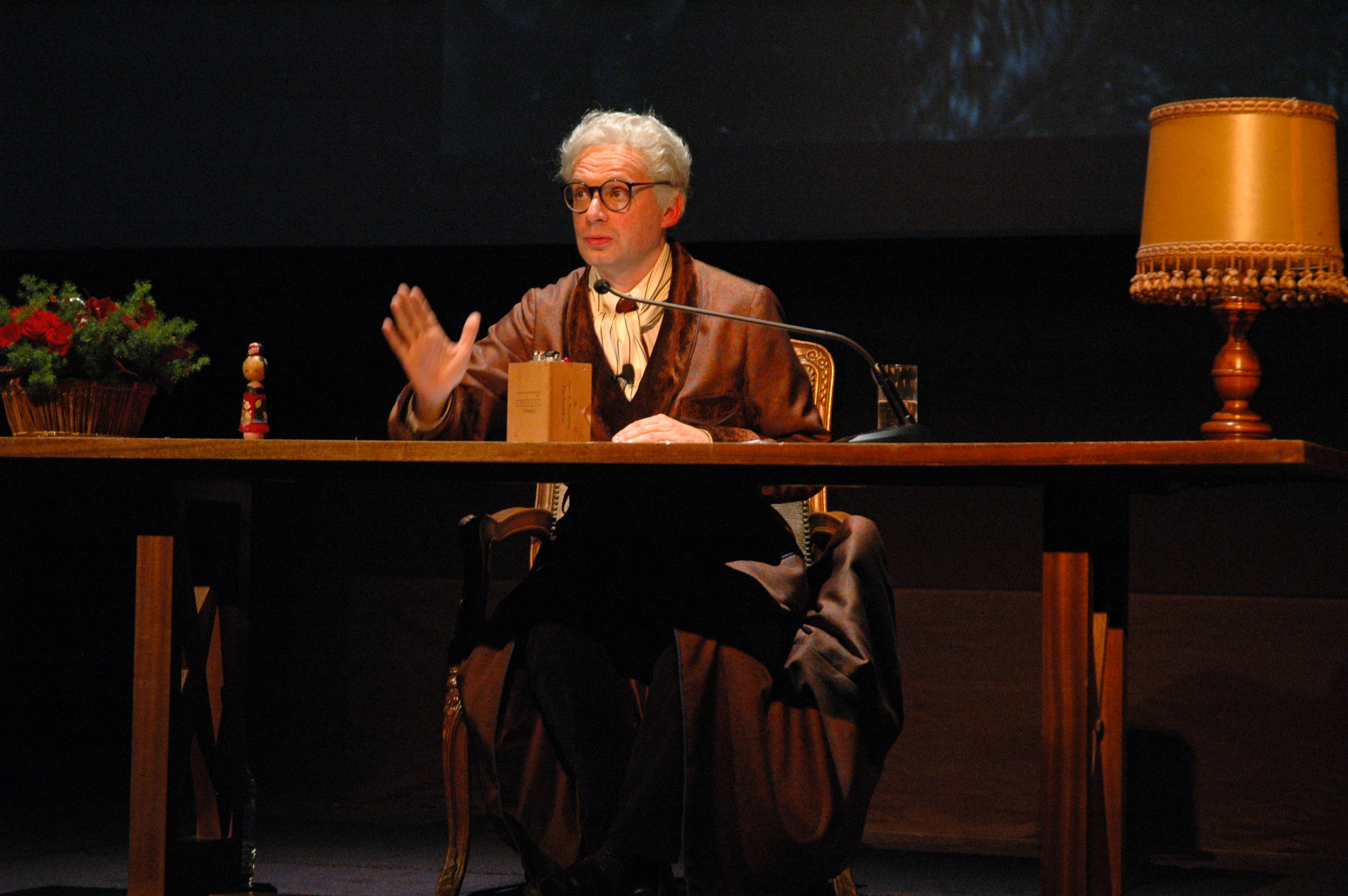
Denis Podalydès incarnant Sacha Guitry à la Cinémathèque française le 15 décembre 2007.

  - Un mois à la campagne d'Ivan Tourgueniev, mise en scène Andreï Smirnoff, Mikhaïl Alexandrovitch Rakitine
- 1997-1998 :
  - Un mois à la campagne d'Ivan Tourgueniev, mise en scène Andreï Smirnoff, Mikhaïl Alexandrovitch Rakitine
  - Olivier Cadiot, lecture dans le cadre des Salons littéraires, Studio-Théâtre
  - Le Legs de Marivaux, mise en scène Jean-Pierre Miquel, le Marquis, Studio-Théâtre
  - Arcadia de Tom Stoppard, mise en scène Philippe Adrien, Valentin Coverly, Théâtre du Vieux-Colombier
  - Les Fourberies de Scapin de Molière, mise en scène Jean-Louis Benoît, Octave
- 1998-1999 :
  - Le Legs de Marivaux, mise en scène Jean-Pierre Miquel, le Marquis, Studio-Théâtre
  - Chat en poche de Georges Feydeau, mise en scène Muriel Mayette, Dufausset
  - Beaumarchais, lecture dans le cadre des Salons littéraires, Studio-Théâtre
  - Le Revizor de Nikolaï Gogol, mise en scène Jean-Louis Benoît, Ivan Alexandrovitch Khlestakov
- 1999-2000 :
  - Le Revizor de Nikolaï Gogol, mise en scène Jean-Louis Benoît, Ivan Alexandrovitch Khlestakov
  - Le Misanthrope de Molière, mise en scène Jean-Pierre Miquel, Alceste, Théâtre du Vieux-Colombier
  - Chat en poche de Georges Feydeau, mise en scène Muriel Mayette, Dufausset
- 2000-2001 :
  - Le Revizor de Nikolaï Gogol, mise en scène Jean-Louis Benoît, Ivan Alexandrovitch Khlestakov
  - Le Misanthrope de Molière, mise en scène Jean-Pierre Miquel, Alceste, Théâtre du Vieux-Colombier
  - L'Âne et le Ruisseau d'Alfred de Musset, mise en scène Nicolas Lormeau, Le Marquis, Studio-Théâtre
- 2001-2002 :
  - Lenz, Léonce et Léna chez Georg Büchner, mise en scène Matthias Langhoff, le président, le sans-travail, le maître d’école, le maître de cérémonie
  - L'Âne et le Ruisseau d'Alfred de Musset, mise en scène Nicolas Lormeau, Le Marquis, Studio-Théâtre
  - Monsieur de Pourceaugnac de Molière, mise en scène Philippe Adrien, Éraste et l'Exempt, Théâtre du Vieux-Colombier
  - Un millénaire de cris : le chant des femmes afghanes, lecture-spectacle, Théâtre du Vieux-Colombier
  - Ruy Blas de Victor Hugo, mise en scène Brigitte Jaques-Wajeman, don César de Bazan, Salle Richelieu
- 2002-2003 : 
  - Lenz, Léonce et Léna chez Georg Büchner, mise en scène Matthias Langhoff, le président, le sans-travail, le maître d’école, le maître de cérémonie
  - La Forêt d'Alexandre Ostrovski, mise en scène Piotr Fomenko, Fortunatov, Salle Richelieu
  - Ruy Blas de Victor Hugo, mise en scène Brigitte Jaques-Wajeman, don César de Bazan, Salle Richelieu
  - La Bibliothèque de… Jude Stefan, lecture
  - Présences de Kateb Yacine, mise en scène Marcel Bozonnet, textes lus à plusieurs voix dans le cadre de Djazaïr, une année de l'Algérie en France, Salle Richelieu
- 2003-2004 :
  - La Forêt d'Alexandre Ostrovski, mise en scène Piotr Fomenko, Fortunatov, Salle Richelieu
  - Platonov d'Anton Tchekhov, mise en scène Jacques Lassalle, Platonov, Salle Richelieu
- 2004-2005 :
  - La Forêt d'Alexandre Ostrovski, mise en scène Piotr Fomenko, Fortunatov, Salle Richelieu
  - Les Bacchantes d'Euripide, mise en scène André Wilms, Dionysos, Salle Richelieu
  - Platonov d'Anton Tchekhov, mise en scène Jacques Lassalle, Platonov, Salle Richelieu
  - Le Menteur de Corneille, mise en scène Jean-Louis Benoît, Dorante, Salle Richelieu
- 2005-2006 :
  - Le Menteur de Corneille, mise en scène Jean-Louis Benoît, Philiste, Salle Richelieu
  - Œdipe Tyran de Sophocle, mise en scène Benno Besson
- 2006-2007 :
  - Il campiello de Carlo Goldoni, mise en scène Jacques Lassalle, Le Chevalier, Salle Richelieu
- 2007-2008 :
  - Figaro divorce d'Ödön von Horváth, mise en scène Jacques Lassalle, Pédrille, Salle Richelieu
- 2008-2009 :
  - Cyrano de Bergerac d'Edmond Rostand, mise en scène Denis Podalydès, Montfleury, pâtissier, cadet, précieux Salle Richelieu
  - La Grande Magie d'Eduardo De Filippo, mise en scène Dan Jemmett, Calogero di Spelta, Salle Richelieu
  - L'Avare de Molière, mise en scène Catherine Hiegel, Harpagon, Salle Richelieu
  - L'Illusion comique de Corneille, mise en scène Galin Stoev, Matamore, Salle Richelieu
  - Figaro divorce d'Ödön von Horváth, mise en scène Jacques Lassalle, Pédrille, Salle Richelieu
  - Il campiello de Carlo Goldoni, mise en scène Jacques Lassalle, Le Chevalier, Salle Richelieu
- 2009-2010 :
  - L'Illusion comique de Corneille, mise en scène Galin Stoev, Matamore, Salle Richelieu
  - La Grande Magie d'Eduardo De Filippo, mise en scène Dan Jemmett, Calogero di Spelta, Salle Richelieu
  - L'Avare de Molière, mise en scène Catherine Hiegel, Harpagon, Salle Richelieu
- 2010-2011 :
  - L'Avare de Molière, mise en scène Catherine Hiegel, Harpagon, Salle Richelieu
  - La Grande Magie d'Eduardo De Filippo, mise en scène Dan Jemmett, Calogero di Spelta, Salle Richelieu
- 2011-2012 :
  - L'Avare de Molière, mise en scène Catherine Hiegel, Harpagon, Salle Richelieu
- 2012-2013 :
  - La Place royale de Pierre Corneille, mise en scène Anne-Laure Liégeois, Alidor, Théâtre du Vieux-Colombier
  - Le Malade imaginaire de Molière, mise en scène Claude Stratz, Monsieur Diafoirus et Monsieur Purgon, Salle Richelieu
  - L'Avare de Molière, mise en scène Catherine Hiegel, Harpagon, Salle Richelieu
  - Rituel pour une métamorphose de Saadallah Wannous, mise en scène Sulayman Al-Bassam, Abdallah et Cheikh Muhammad, Salle Richelieu
- 2013-2014 :
  - Hamlet de William Shakespeare, mise en scène Dan Jemmett, Salle Richelieu
- 2014 :
  - Le Malade imaginaire de Molière, mise en scène Claude Stratz, Monsieur Diafoirus et Monsieur Purgon, Salle Richelieu
  - Trahisons de Harold Pinter, mise en scène Frédéric Bélier-Garcia, Robert, Théâtre du Vieux-Colombier
- 2016 :
  - Les Derniers Jours de l'humanité de Karl Kraus, mise en scène David Lescot, Théâtre du Vieux-Colombier
  - Le Tartuffe ou l'Imposteur de Molière, mise en scène Galin Stoev, Salle Richelieu
  - Les Damnés d'après Luchino Visconti, mise en scène Ivo Van Hove, Festival d'Avignon puis Salle Richelieu
- 2017 :
  - Bajazet de Jean Racine, mise en scène Eric Ruf, Théâtre du Vieux-Colombier, Acomat
  - Une vie de Pascal Rambert, mise en scène de l'auteur, Théâtre du Vieux-Colombier
- 2019 : 
  - Fanny et Alexandre d'Ingmar Bergman, mise en scène Julie Deliquet, Salle Richelieu
- 2019 - 2020 :
  - La Nuit des Rois de William Shakespeare, mise en scène Thomas Ostermeier, salle Richelieu : Orsino
  - Électre-Oreste d'Euripide, mise en scène d'Ivo van Hove
- 2022 : Le Tartuffe ou l'Hypocrite de Molière, mise en scène Ivo van Hove, Salle Richelieu : Orgon
- 2022 : Le Roi Lear de William Shakespeare, mise en scène Thomas Ostermeier, Salle Richelieu : Lear
- 2024 : Hécube, pas Hécube de Tiago Rodrigues, mise en scène de l'auteur, festival d'Avignon (production Comédie-Française)

### Hors Comédie-Française
- 1988 :
  - Sophonisbe de Corneille, mise en scène Brigitte Jaques-Wajeman : Lépide
  - Terres promises de Roland Fichet, lecture au Festival d'Avignon
  - Scènes du répertoire 2 Georg Büchner - Courteline, mise en scène Jean-Pierre Vincent
- 1989 : L'Épreuve et Les Sincères de Marivaux, mise en scène Jean-Pierre Miquel : Ergaste, Festival d'Avignon 1988
- 1990 :
  - La Double Inconstance de Marivaux, mise en scène Claudia Morin, le Prince
  - Ruy Blas de Victor Hugo, mise en scène Nicolas Lormeau : Don Sallustre
- 1992 :
  - Dîner de textes, mise en scène Jacques Bonnaffé, Opéra Bastille
  - La Veuve de Corneille, mise en scène Christian Rist, Théâtre de l'Athénée-Louis-Jouvet : Célidan
  - Le Misanthrope de Molière, mise en scène Christian Rist : Philinte
  - Bérénice de Racine, mise en scène Christian Rist, Théâtre de l'Athénée-Louis-Jouvet : Arsace
- 1993 :
  - Les Fausses Confidences de Marivaux, mise en scène Christian Rist : Arlequin
- 1994 : Les Originaux de Voltaire et Tardieu, mise en scène Christian Rist et Denis Podalydès
- 1995 : Anatole d'Arthur Schnitzler, mise en scène Louis-Do de Lencquesaing : Anatole
- 1996 : André le Magnifique d'Isabelle Candelier, Loïc Houdré, Denis Podalydès, Patrick Ligardes et Michel Vuillermoz : Jean-Pascal Faix
- 1997 :
  - L'Histoire du soldat d'Igor Stravinsky, direction Michel Plasson, Toulouse : récitant
  - Lettres d'Aden d'Henriette Alphen, lecture au Festival d'Avignon
- 2001 :
  - Mon amour d'Yves Charnet, lecture au Festival d'Avignon
  - Le Livre de l'intranquillité de Fernando Pessoa, lecture au Festival d'Avignon
- 2006 : Lecture de textes autour du paradoxe sur le comédien, Festival d'Avignon
- 2007 :
  - La Soupe de Kafka de Mark Crick, mise en scène Brice Cauvin, Théâtre de l'Atelier
  - Une heure avec Michel Cournot, lecture au Festival d'Avignon
  - Un chapeau de paille d'Italie d'Eugène Labiche, Marc-Michel, mise en scène Jean-Baptiste Sastre, Théâtre national de Chaillot
- 2008 : Un chapeau de paille d'Italie d'Eugène Labiche, Marc-Michel, mise en scène Jean-Baptiste Sastre, tournée, Comédie de Reims, Théâtre national de Toulouse Midi-Pyrénées
- 2010 :
  - Le Cas Jekyll de Christine Montalbetti, mise en scène Denis Podalydès, Théâtre national de Chaillot
  - Podalydès & Guests d'après son livre Voix off, Théâtre de Gennevilliers
  - La Tragédie du Roi Richard II de William Shakespeare, mise en scène Jean-Baptiste Sastre, Festival d'Avignon
- 2011 :
  - Le Cas Jekyll de Christine Montalbetti, mise en scène Denis Podalydès, Théâtre de l'Ouest parisien, Théâtre national de Chaillot
  - Le Babil des classes dangereuses de Valère Novarina, lecture dirigée par Denis Podalydès, Odéon-Théâtre de l'Europe
  - La Tragédie du Roi Richard II de William Shakespeare, mise en scène Jean-Baptiste Sastre, Les Gémeaux, tournée
- 2012 : Vilar ou la ligne droite (lecture), Théâtre national de Chaillot
- 2013 : Rituel pour une métamorphose de Saadallah Wannous, mise en scène Sulayman Al-Bassam, Abdallah et Cheikh Muhammad, Théâtre du Gymnase
- 2014-2015 : Répétition, de et mise en scène Pascal Rambert, Théâtre de Gennevilliers, tournée
- 2019 : Architecture de Pascal Rambert, mise en scène de l'auteur, festival d'Avignon puis théâtre des Bouffes du Nord et tournée
- 2021 : La Disparition du paysage, de Jean-Philippe Toussaint, mise en scène et scénographie d'Aurélien Bory, théâtre des Bouffes-du-Nord
- 2022 : Cellule 107 de Robert Badinter, mise en scène Bernard Murat, théâtre Antoine
- 2023 : Un humour de Proust, spectacle de Jean-Michel Verneiges, La Scala Provence, Festival off d'Avignon

### Metteur en scène
- 2000 : Tout mon possible d'Emmanuel Bourdieu, Théâtre de la Commune, Maison de la Culture de Bourges
- 2002 : Je crois ? d'Emmanuel Bourdieu, Maison de la Culture de Bourges, Théâtre de la Bastille
- 2007 : Le Mental de l’équipe d'Emmanuel Bourdieu et Frédéric Bélier-Garcia, comise en scène avec Frédéric Bélier-Garcia, Théâtre du Rond-Point, tournée
- 2008 : Fantasio d'Alfred de Musset, Comédie-Française, Salle Richelieu
- 2010 : Le Cas Jekyll de Christine Montalbetti, Théâtre de Chaillot, tournée
- 2011-2012 : Ce que j'appelle oubli de Laurent Mauvignier, Comédie-Française, Studio-Théâtre
- 2012 : Le Bourgeois gentilhomme de Molière, Théâtre des Bouffes du Nord
- 2012 : Don Pasquale de Gaetano Donizetti, Théâtre des Champs-Élysées
- 2012 : Cyrano de Bergerac d'Edmond Rostand, Comédie-Française, Salle Richelieu
- 2013 : L'Homme qui se hait d'Emmanuel Bourdieu, Théâtre de Chaillot
- 2014 : Les Méfaits du tabac d'Anton Tchekhov, Théâtre des Bouffes du Nord
- 2014 : Lucrèce Borgia de Victor Hugo, Salle Richelieu
- 2015 : Le Bourgeois gentilhomme de Molière, Château de Chambord
- 2015 : La Mort de Tintagiles de Maurice Maeterlinck, Théâtre des Bouffes du Nord
- 2017 : Les Fourberies de Scapin de Molière, Salle Richelieu
- 2018 : Le Triomphe de l'amour de Marivaux, Théâtre des Bouffes du Nord
- 2023 : L'Orage d'Ostrovski, Théâtre des Bouffes du Nord
- 2025 : Faust de Gounod, Opéra de Lille

## Filmographie

### Cinéma

#### Longs métrages

##### Années 1980-1990
- 1989 : Xenia de Patrice Vivancos : Matthieu
- 1992 : Mayrig d'Henri Verneuil : Tehlirian
- 1992 : Versailles Rive-Gauche de Bruno Podalydès : Arnaud
- 1994 : Pas très catholique de Tonie Marshall : Martin
- 1995 : État des lieux de Jean-François Richet : le directeur des ressources humaines
- 1996 : L'Échappée belle d’Étienne Dhaene : Sanchez
- 1996 : Le Journal du séducteur de Danièle Dubroux : l'ami de la nurse
- 1996 : Comment je me suis disputé… (ma vie sexuelle) d’Arnaud Desplechin : Jean-Jacques
- 1996: La Belle Verte de Coline Serreau : Papapote
- 1997 : La Divine Poursuite de Michel Deville : Marc
- 1998 : Jeanne et le Garçon formidable d’Olivier Ducastel, Jacques Martineau : Julien
- 1998 : Dieu seul me voit (Versailles-Chantiers) de Bruno Podalydès : Albert
- 1998 : La Mort du Chinois de Jean-Louis Benoît : Gérard
- 1998 : En plein cœur de Pierre Jolivet : Martorel
- 1999 : Rien sur Robert de Pascal Bonitzer : Martin
- 1999 : La Voleuse de Saint-Lubin de Claire Devers : l'avocat
- 1999 : Les Enfants du siècle de Diane Kurys : Sainte-Beuve

##### Années 2000
- 2000 : À l'attaque ! de Robert Guédiguian : Yvan
- 2000 : Les Frères Sœur de Frédéric Jardin : Jacques
- 2000 : Comédie de l'innocence de Raoul Ruiz : Pierre
- 2001 : Mortel Transfert de Jean-Jacques Beineix : l'inspecteur Chapireau
- 2001 : La Chambre des officiers de François Dupeyron : Henri
- 2001 : Liberté-Oléron de Bruno Podalydès : Jacques Monot
- 2001 : Malraux, tu m'étonnes ! de Michèle Rosier : Titus
- 2002 : Laissez-passer de Bertrand Tavernier : Jean Aurenche
- 2002 : Embrassez qui vous voudrez de Michel Blanc : Jérôme
- 2002 : Un monde presque paisible de Michel Deville : Charles
- 2003 : Une affaire qui roule d'Éric Veniard : Claude
- 2003 : Il est plus facile pour un chameau... de Valeria Bruni Tedeschi : Philippe
- 2003 : Le Mystère de la chambre jaune de Bruno Podalydès : Joseph Rouletabille
- 2003 : Vert paradis d’Emmanuel Bourdieu : Lucas
- 2004 : Le Quatrième Morceau de la femme coupée en trois de Laure Marsac : Dominique
- 2004 : Bienvenue en Suisse de Léa Fazer : Thierry
- 2004 : Vipère au poing de Philippe de Broca : le narrateur (voix-off)
- 2004 : Le Pont des Arts d’Eugène Green : Guigui
- 2005 : Caché de Michael Haneke : Yvon
- 2005 : Le Parfum de la dame en noir de Bruno Podalydès : Joseph Rouletabille
- 2005 : Les Âmes grises d'Yves Angelo : le policier
- 2005 : Palais royal ! de Valérie Lemercier : Titi
- 2006 : Le Temps des porte-plumes de Daniel Duval : Falmin
- 2006 : Un an de Laurent Boulanger : Louis-Philippe
- 2006 : Da Vinci Code de Ron Howard : le contrôleur aérien
- 2006 : La Vie d'artiste de Marc Fitoussi : Bertrand
- 2008 : Sagan de Diane Kurys : Guy Schoeller
- 2008 : Coluche : L'Histoire d'un mec d’Antoine de Caunes : Jacques Attali
- 2008 : Caos calmo d’Antonello Grimaldi : Thierry
- 2008 : Bancs publics (Versailles Rive-Droite) de Bruno Podalydès : Aimé Mermot
- 2008 : Intrusions d'Emmanuel Bourdieu : Alexis Taget
- 2008 : Coupable de Laetitia Masson : Louis Berger
- 2009 : Rien de personnel de Mathias Gokalp : Gilles Bergerol
- 2009 : La Journée de la jupe de Jean-Paul Lilienfeld : Labouret
- 2009 : Neuilly sa mère ! de Gabriel Julien-Laferrière : Stanislas
- 2009 : Une affaire d'État d’Éric Valette : Louis Flandin
- 2009 : Kérity, la maison des contes de Dominique Monféry : le Père (voix)

##### Années 2010
- 2010 : 8 fois debout de Xabi Molia : Mathieu
- 2010 : Une exécution ordinaire de Marc Dugain : le concierge
- 2010 : Mary et Max d'Adam Elliot : le narrateur (voix française)
- 2011 : Omar m'a tuer de Roschdy Zem : Pierre-Emmanuel Vaugrenard
- 2011 : La Conquête de Xavier Durringer : Nicolas Sarkozy
- 2011 : La Clé des champs de Claude Nuridsany et Marie Pérennou : le narrateur
- 2011 : Le Premier Homme de Gianni Amelio : Pr Bernard
- 2012 : Vous n'avez encore rien vu d'Alain Resnais : Antoine d'Anthac
- 2012 : Adieu Berthe de Bruno Podalydès : Armand
- 2012 : Du vent dans mes mollets de Carine Tardieu : Michel Gladstein
- 2012 : Camille redouble de Noémie Lvovsky : Alphonse
- 2012 : Au galop de Louis-Do de Lencquesaing : l'éditeur
- 2013 : Le Grand Méchant Loup de Nicolas Charlet et Bruno Lavaine : Stanislas Lastic
- 2013 : Pour une femme de Diane Kurys : Maurice
- 2013 : Les Conquérants de Xabi Molia : Galaad
- 2014 : L'amour est un crime parfait de Jean-Marie et Arnaud Larrieu : Richard
- 2014 : Libre et assoupi de Benjamin Guedj : Richard
- 2015 : Un village presque parfait de Stéphane Meunier : Henri
- 2015 : Comme un avion de Bruno Podalydès : Rémi
- 2015 : Je veux être actrice de Frédéric Sojcher : lui-même
- 2016 : Chocolat de Roschdy Zem : Auguste Lumière
- 2016 : Le Passe-muraille de Dante Desarthe : Dutilleul
- 2016 : Ils sont partout d'Yvan Attal : Talmudiste
- 2017 : La Mécanique de l'ombre de Thomas Kruithof : Clément
- 2017 : Monsieur et Madame Adelman de Nicolas Bedos : le psy
- 2017 : Marie-Francine de Valérie Lemercier : Emmanuel Doublet
- 2017 : Les Grands Esprits d'Olivier Ayache-Vidal : François Foucault
- 2018 : Plaire, aimer et courir vite de Christophe Honoré : Mathieu
- 2018 : Bécassine ! de Bruno Podalydès : Adelbert Proey-Minans
- 2018 : Neuilly sa mère, sa mère ! de Gabriel Julien-Laferrière : Stanislas de Chazelle
- 2019 : J'accuse de Roman Polanski : Edgar Demange
- 2019 : La Belle Époque de Nicolas Bedos : François
- 2019 : Toute ressemblance... de Michel Denisot : Julien Demaistre

##### Années 2020
- 2020 : Effacer l'historique de Benoît Delépine et Gustave Kervern : Bertrand
- 2020 : Les Deux Alfred de Bruno Podalydès : Alexandre
- 2021 : Présidents d'Anne Fontaine : le coach
- 2021 : Les Fantasmes de David et Stéphane Foenkinos : Vincent
- 2021 : Tromperie d'Arnaud Desplechin : Philip
- 2021 : Les Amours d'Anaïs de Charline Bourgeois-Tacquet : Daniel
- 2021 : Oranges sanguines de Jean-Christophe Meurisse : Le ténor du Barreau
- 2022 : Le Monde d'hier de Diastème : Franck L’Herbier
- 2022 : En corps de Cédric Klapisch : Henri
- 2022 : Le Tourbillon de la vie d'Olivier Treiner : Victor Massenet
- 2022 : La Grande Magie de Noémie Lvovsky : Charles
- 2023 : L'Établi de Mathias Gokalp : Junot
- 2023 : Je verrai toujours vos visages de Jeanne Herry : Paul
- 2023 : Le Retour de Catherine Corsini : Marc
- 2023 : Wahou ! de Bruno Podalydès : Le client bof
- 2023 : Bernadette de Léa Domenach : Bernard Niquet
- 2023 : Making of de Cédric Kahn : Simon
- 2024 : La Petite Vadrouille de Bruno Podalydès : Albin
- 2024 : La Plus Précieuse des marchandises de Michel Hazanavicius : l'homme à la tête cassée (voix)
- 2024 : Le Dernier Souffle de Costa-Gavras : Fabrice Toussaint
- 2025 : Le Répondeur de Fabienne Godet : Pierre Chozène
- 2025 : Rembrandt de Pierre Schoeller
- 2026 : Maigret et le mort amoureux de Pascal Bonitzer : le commissaire Jules Maigret

#### Courts métrages
- 1992 : Mes fiançailles avec Hilda d'Éric Bitoun
- 1994 : Voilà de Bruno Podalydès
- 1994 : La Partie de Gilles Podesta
- 1995 : Soigneurs dehors ! de Pascal Deux : Clément
- 1996 : Je suis ton châtiment (ou Mondokino) de Guillaume Bréaud
- 1997 : À Venise d'Emmanuel Bourdieu
- 1997 : Un point c'est tout. de Linda Arzouni
- 1998 : L'Hypothèse rivale de Normand Bergeron
- 2001 : Candidature d'Emmanuel Bourdieu
- 2002 : Les Trois Théâtres d'Emmanuel Bourdieu
- 2006 : Crassus d'Olivier Treiner (narrateur en voix-off)
- 2007 : Chacun son cinéma, segment Cinéma érotique de Roman Polanski : le patron du cinéma
- 2010 : Tandis qu'en bas des hommes en armes de Samuel Rondière : Montaigne

### Télévision
- 2000 : Les Misérables de Josée Dayan : Scaufflaire
- 2001 : Zaïde, un petit air de vengeance de Josée Dayan : Thomas Meils
- 2006 : Sartre, l'âge des passions de Claude Goretta : Jean-Paul Sartre
- 2006 : Le Grand Charles de Bernard Stora : Claude Mauriac
- 2007 : Le Pendu de Claire Devers : Legoff
- 2008 : Figaro de Jacques Weber : Figaro
- 2008 : Au bord du lit de Jean-Daniel Verhaeghe : le comte de Sallure
- 2008 : Un crime très populaire de Didier Grousset : André Malraux
- 2008 : Hard de Cathy Verney : Denis
- 2010 : George et Fanchette de Jean-Daniel Verhaeghe : Agricol Thiercellin
- 2010 : L'Illusion comique de Mathieu Amalric : Matamore
- 2011 : Le Grand Restaurant II de Gérard Pullicino : le travesti
- 2012 : Ça ne peut pas continuer comme ça de Dominique Cabrera : Barry
- 2013 : Drumont, histoire d'un antisémite français d'Emmanuel Bourdieu : Édouard Drumont
- 2013 : Meurtre en trois actes de Claude Mouriéras : Philippe Laclanche
- 2014 : La Forêt d'Arnaud Desplechin : Fortunatov
- 2014-2015 : Frères d'armes, série télévisée historique de Rachid Bouchareb et Pascal Blanchard : présentation de Luis Royo-Ibanez et Ma Yi Pao
- 2016 : Le Passe-muraille de Dante Desarthe : Émile
- 2017 : Paris etc. de Zabou Breitman : Jacques Bernaud
- 2019 : Marie-Antoinette, ils ont jugé la reine : Narration
- 2022 : Irma Vep d'Olivier Assayas : le préfet de police (épisode 5)
- 2026 : Mitterrand confidentiel d'Antoine Garceau : François Mitterrand

### Documentaire
- 2014 : Le Chercheur inquiet d'Avril Tembouret : lui-même
- 2018 : La malédiction de la Vologne de Pierre Hurel : voix-off
- 2021: Les Damnés de la Commune de Raphaël Meyssan : Georges Clemenceau

### Web série
- 2012 : la borne.org[34].

### Réalisateur
- 1989 : Le dernier mouvement de l'été (court-métrage)
- 1992 : Vertiges (court-métrage)
- 2006 : Dix films pour en parler (série télévisée - 1 épisode)
- 2006 : Que sont-ils devenus? (vidéo)

### Scénariste
- 1998 : Dieu seul me voit (Versailles-Chantiers) (codialoguiste)
- 2001 : Liberté-Oléron (coscénariste)
- 2001 : André le Magnifique, d'après la pièce de théâtre
- 2003 : Vert paradis
- 2008 : Bancs publics (Versailles Rive-Droite) (collaboration pour Bricodream)
- 2012 : Adieu Berthe

## Livres audio
- Apologie de Socrate de Platon, Éditions Thélème, Paris, 2002.
- Matin brun de Franck Pavloff, lu avec Jacques Bonnaffé, Éditions Nocturne, 2002.
- Le Crime de l'Orient-Express d'Agatha Christie, Éditions Thélème, Paris, 2004.
- Cartes sur table d'Agatha Christie, Éditions Thélème, Paris, 2005.
- Illuminations d'Arthur Rimbaud, lu avec Denis Lavant, Éditions Thélème, Paris, 2005
- Voyage au bout de la nuit de Louis-Ferdinand Céline, Éditions Frémeaux, Paris, 2005.
- Le Spleen de Paris de Charles Baudelaire, Éditions Thélème, Paris, 2006.
- À la recherche du temps perdu (Intégral) de Marcel Proust, lu avec André Dussollier, Lambert Wilson, Robin Renucci, Michael Lonsdale et Guillaume Gallienne, Éditions Thélème, Paris, 2006.
- Albertine disparue de Marcel Proust, Éditions Thélème, Paris, 2006.
- Le Temps retrouvé de Marcel Proust, lu avec Michael Lonsdale et André Dussollier, Éditions Thélème, Paris, 2006.
- Le Neveu de Rameau de Denis Diderot, Éditions Thélème, Paris, 2007.
- Discours de la servitude volontaire d'Étienne de La Boétie, Éditions Thélème, Paris, 2008.
- Les Rêveries du promeneur solitaire de Jean-Jacques Rousseau, Éditions Thélème, Paris, 2008.
- Baudelaire, l'intégrale de l'œuvre poétique, lu avec Michel Piccoli, Denis Lavant, Éric Caravaca, Isabelle Carré et Guillaume Gallienne, Éditions Thélème, Paris, 2008.
- Les Paradis artificiels de Charles Baudelaire, lu avec Isabelle Carré et Denis Lavant, Éditions Thélème, Paris, 2008.
- Et on tuera tous les affreux de Boris Vian, Éditions Audiolib, 2009.
- Dans le café de la jeunesse perdue de Patrick Modiano, Éditions Gallimard, 2015.
- Le Portrait de Dorian Gray d'Oscar Wilde, Éditions Thélème, 2016.
- Le Bateau ivre d'Arthur Rimbaud, lu avec Xavier Gallais, Laurànt Deutsch et Cédric Zimmerlin, Édition Thélème, Paris, 2016
- Continuer de Laurent Mauvignier, Éditions Gallimard, 2017.
- Encre sympathique de Patrick Modiano, Éditions Gallimard, 2019.
- Martin Eden de Jack London, Éditions Audiolib, 2019.
- Mort à crédit de Louis-Ferdinand Céline, Éditions Gallimard, 2021.
- D'un château l'autre de Louis-Ferdinand Céline, Éditions Gallimard, 2021.
- Guerre de Louis-Ferdinand Céline, Éditions Gallimard, 2022.
- Londres de Louis-Ferdinand Céline, Éditions Gallimard, 2023.

## Distinctions

### Récompenses
- 1999 : Étoile d'or de la révélation masculine pour Dieu seul me voit (Versailles-Chantiers) de Bruno Podalydès
- Molières 1999 : Molière de la révélation théâtrale pour Le Revizor
- Molières 2007 : Molière du metteur en scène pour Cyrano de Bergerac
- Festival des créations télévisuelles de Luchon 2016 : Prix d'interprétation masculine pour Le Passe-muraille
- Deux « Coups de cœur » parole enregistrée et documents sonores 2019 de l’Académie Charles-Cros[35]

### Nominations
- César 2003 : César du meilleur acteur dans un second rôle pour Embrassez qui vous voudrez
- César 2012 : César du meilleur acteur pour La Conquête
- César 2013 : César du meilleur scénario original pour Adieu Berthe
- Globes de Cristal 2015 : Meilleure pièce de théâtre pour Lucrèce Borgia mise en scène de Denis Podalydès
- Molières 2017 : Molière du comédien dans un spectacle de théâtre public dans Les Damnés
- Molières 2019 : Molière du comédien dans un spectacle de théâtre public pour La Nuit des rois ou Tout ce que vous voulez
- César 2019 : César du meilleur acteur dans un second rôle pour Plaire, aimer et courir vite
- Molières 2023 : Molière du comédien dans un spectacle de théâtre public pour Le Roi Lear

### Décorations
- Commandeur de l'ordre des Arts et des Lettres (2020)[36]. Officier de 2013[37].

## Publications

### Ouvrages
- Scènes de la vie d'acteur, Éditions du Seuil, 2006
- Voix off, livre CD, Mercure de France, 2008prix Femina essai
- La Peur, matamore, illustrations de Jean-Paul Chambas, Éditions du Seuil, 2010  (ISBN 9782021011654)
- Fuir Pénéloppe (roman), Mercure de France, 2014
- Album de la Pléiade : Shakespeare, bibliothèque de la Pléiade, Éditions Gallimard, 2016
- Les nuits d'amour sont transparentes : pendant « La Nuit des rois » (récit), Éditions du Seuil, coll. « La Librairie du XXIe siècle », 2021  (ISBN 9782021453133)
- Célidan disparu, Mercure de France, 2022, 331 p.  (ISBN 978-2-7152-5976-8)
- En jouant, en écrivant, Seuil, 2023, 146 p.
- L'ami de la famille – Souvenirs de Pierre Bourdieu, Julliard, 2025, 256 p.  (ISBN 9782260056980)

### Chapitres d'ouvrage et préfaces
- Emmanuel Bourdieu et Denis Podalydès, « L'Impasse royale : Entretien avec une actrice en chômage », dans Pierre Bourdieu, La Misère du monde, éditions du Seuil, 1993
- Denis Podalydès et Gabriel Dufay, « L'Acteur et le paradoxe », dans Denis Diderot, Paradoxe sur le comédien, éditions Archambaud, coll. « Les Belles Lettres », 2012 Édition du Paradoxe sur le comédien précédée d'un entretien entre Denis Podalydès et Gabriel Dufay.

### Articles de presse
- Denis Podalydès, « Ouf, les marchés sont rassurés ! », Libération,‎ 15 mai 2010 (lire en ligne)
- Denis Podalydès, « Molière, c'est Truffaut. Racine, c'est Godard », Le Magazine littéraire, no 497,‎ 1er mai 2010, p. 80-83 (lire en ligne)